# Ilseyar Khayrullova

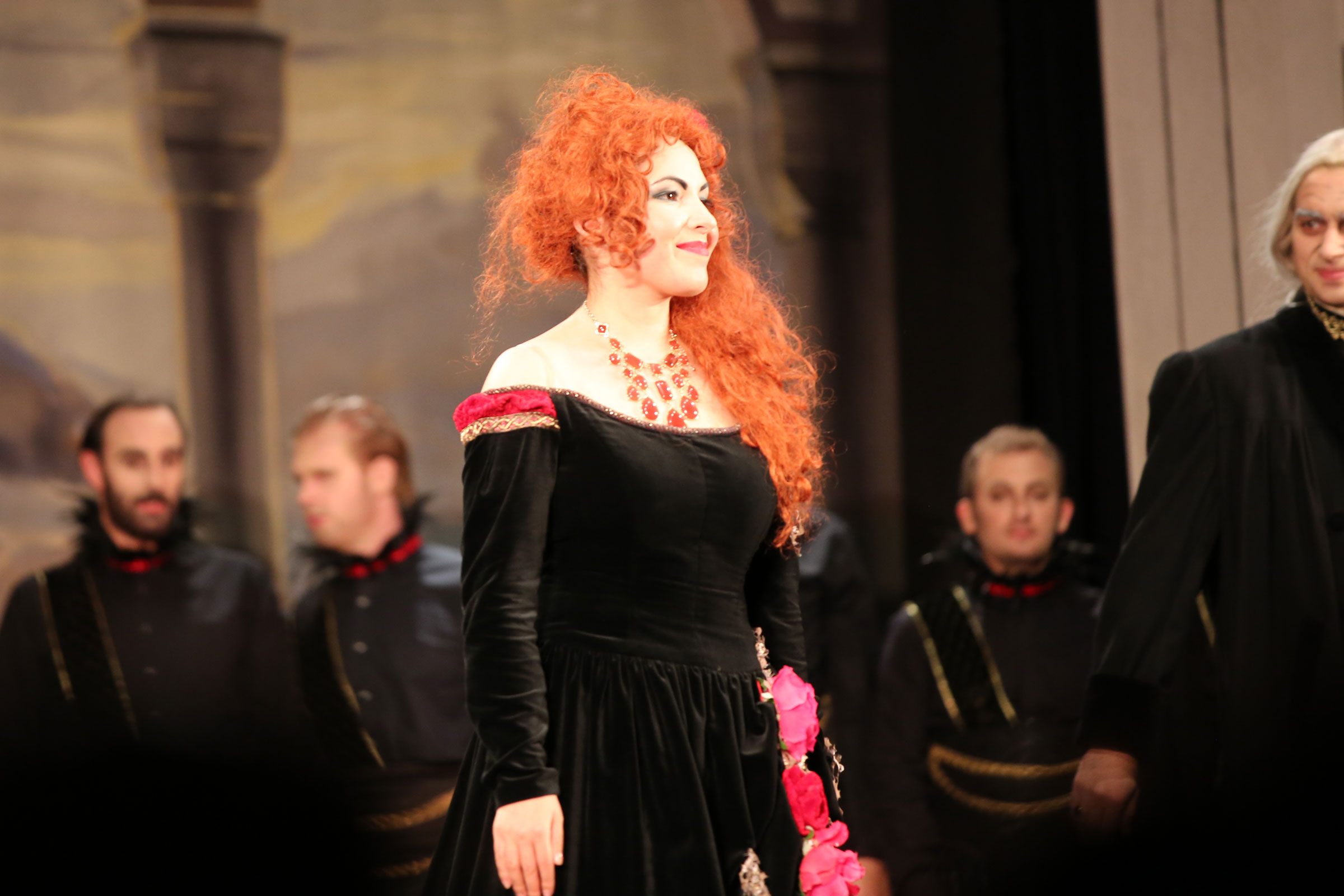
Ilseyar Khayrullova in der Rolle der Maddalena in Rigoletto beim Festival Operklosterneuburg (2015)

Ilseyar Khayrullova (* Dezember 1987 in Tatarstan) ist eine russische Opernsängerin (Mezzosopran). Von 2013 bis 2018 war sie Ensemblemitglied der Wiener Staatsoper.

## Leben
Ilseyar Khayrullova schloss ihr Studium am Sankt Petersburger Konservatorium (Hochschule) mit Auszeichnung ab und gewann im selben Jahr die International Competition „Playing Slonimsky“ in St. Petersburg. Am Rimski-Korsakow-Konservatorium wirkte sie ab 2010 in verschiedenen Produktionen mit, unter anderem als Cherubino in der Hochzeit des Figaro, als Clarisse in Die Liebe zu den drei Orangen und als Olga in Eugen Onegin.
Ab der Saison 2013/14 war Ilseyar Khayrullova Ensemblemitglied an der Wiener Staatsoper. Ihr Debüt hatte sie dort als Dritte Elfe in Rusalka, seitdem war sie auch als Bersi in Andrea Chénier, als Olga in Eugen Onegin von Tschaikowski, als Fenena in Nabucco und als Gymnasiast in Lulu von Alban Berg zu sehen. 2015 verkörperte sie beim Festival Operklosterneuburg die Rolle der Maddalena in Rigoletto.
2021 erschien im Auftrag der San Francisco Classical Recording Company / Pentatone eine neue CD-Einspielung von Puccinis „La Fanciulla del West“, bei der Ilseyar Khayrullova als Wowkle unter der Leitung von Lawrence Foster zu hören ist. Im März 2021 sang sie Flora in Verdis „La Traviata“ im Kulturpalast in Dresden mit den Dresdner Philharmonikern unter Daniel Oren, unter dessen Leitung ebenfalls eine CD-Aufnahme bei der San Francisco Classical Recording Company / Pentatone erscheinen wird.
In der Spielzeit 2021/2022 debütiert Ilseyar Khayrullova als Gymnasiast in Alban Bergs „Lulu“ im September 2021 beim Enescu Festival in Bukarest; Des Weiteren singt sie in der Tonhalle Zürich die Altpartie in Herman Suters „Le Laudi“ mit dem Tonhalleorchester Zürich unter der Leitung von Peter Kennel.
Ab der Spielzeit 2022/23 war sie als festes Ensemblemitglied am Staatstheater Kassel u. a. in den Rollen der Fricka in Wagners „Rheingold“ und Preziosilla in Verdis „La forza der destino“ zu erleben. Im Oktober 2023 feierte sie in Kassel in der Titelrolle von Carmen Premiere.

## Auszeichnungen
- 2023: Irma-Jansa-Gesangspreis[6]